# Cámara de Representantes de Granada
La Cámara de Representantes de Granada (en inglés: House of Representatives of Grenada) es la cámara baja del Parlamento de Granada. Su composición y poderes se establecen en la Constitución de Granada. La Cámara se compone de quince escaños, elegidos por medio de escrutinio mayoritario uninominal en circunscripciones electorales, representados cada uno por un parlamentario.
Entre sus prerrogativas, la Cámara (que funciona con base en el modelo parlamentario Westminster) sostiene al gobierno. El líder del partido político que logre una mayoría en la Cámara es nombrado primer ministro y forma gobierno, mientras que el líder del partido político no gobernante con más escaños se convierte en líder de la Oposición. En caso de que ningún miembro del parlamento sea ajeno al partido gobernante (algo que ha ocurrido en Granada en tres ocasiones), el cargo de líder de la Oposición quedará vacante. Con base en esta distribución de posiciones es que se configura la cámara alta, el Senado, designado por el Gobernador General basándose en recomendaciones del primer ministro y el líder de la Oposición. Los miembros de la Cámara eligen a un presidente, que puede ser o no miembro de la Cámara. Si una persona que no es miembro electo es elegida presidente de la Cámara, se le considerará miembro ex officio en calidad de presidente del cuerpo.
Fuera de la formación del gobierno, la Constitución otorga a la Cámara y al Senado prácticamente los mismos poderes legislativos. Sin embargo, en la práctica la Cámara tiene una amplia iniciativa parlamentaria, mientras que el Senado actúa como cuerpo asesor. La Cámara adquirió su actual nombre con la conversión de Granada en un estado asociado con el Reino Unido en 1967 y sus poderes actuales fueron definidos cuando entró en vigor la constitución actual con la independencia de Granada el 7 de febrero de 1974. Sus organismos predecesores fueron la Cámara de la Asamblea (operativa entre 1966 y 1967) y el Consejo Legislativo de la época colonial.
El mandato de la Cámara es de cinco años, contando a partir de la fecha de su primera sesión, aunque en cualquier momento el Gobernador General en representación del Monarca de Granada, actuando por consejo del primer ministro, disolver el Parlamento y adelantar los comicios. También debe disolverlo si, luego de producirse una moción de censura exitosa, el primer ministro no solicita la disolución por sí mismo en el plazo de tres días, así como si el cargo de primer ministro queda vacante y, luego de un determinado período, el Gobernador General interpreta que no es posible nombrar a un nuevo primer ministro que cuente con el respaldo de una mayoría de los miembros de la Cámara. Las elecciones para la Cámara de Representantes se realizan en los tres meses posteriores a la disolución de la Cámara.

## Presidentes de la Cámara de Representantes
| Presidente                                                             | Presidente             | Inicio                  | Final                 | Partido | Partido |
| ---------------------------------------------------------------------- | ---------------------- | ----------------------- | --------------------- | ------- | ------- |
| 1                                                                      | George E. D. Clyne     | 1967                    | 1973                  |         | GULP    |
| 2                                                                      | R. C. P. Moore         | 1973                    | 30 de junio de 1976   |         | GULP    |
| 3                                                                      | Allison Reason         | 1 de julio de 1976      | 13 de marzo de 1979   |         | GULP    |
| Legislatura suspendida (13 de marzo de 1979 - 28 de diciembre de 1984) |                        |                         |                       |         |         |
| 4                                                                      | Hudson Scipio          | 28 de diciembre de 1984 | 11 de febrero de 1990 |         | NNP     |
| 5                                                                      | Marcel Peters          | 6 de abril de 1990      | 20 de junio de 1995   |         | NDC     |
| 6                                                                      | Curtis Strachan        | 20 de junio de 1995     | 1 de enero de 2003    |         | NNP     |
| 7                                                                      | George McGuire         | 17 de enero de 2003     | 29 de octubre de 2003 |         | NNP     |
| 8                                                                      | Lawrence Albert Joseph | 9 de enero de 2004      | 3 de junio de 2008    |         | NNP     |
| 9                                                                      | George McGuire         | 30 de agosto de 2008    | 9 de enero de 2013    |         | NDC     |
| 10                                                                     | Michael Pierre         | 27 de marzo de 2013     | 31 de agosto de 2022  |         | NNP     |
| 11                                                                     | Leo Cato               | 31 de agosto de 2022    | En el cargo           |         | NDC     |